# Mittendrin/Episodenliste

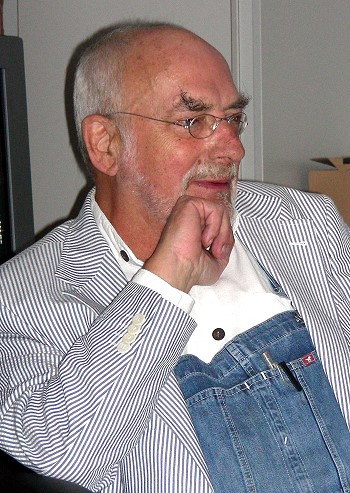
Peter Lustig (2005)

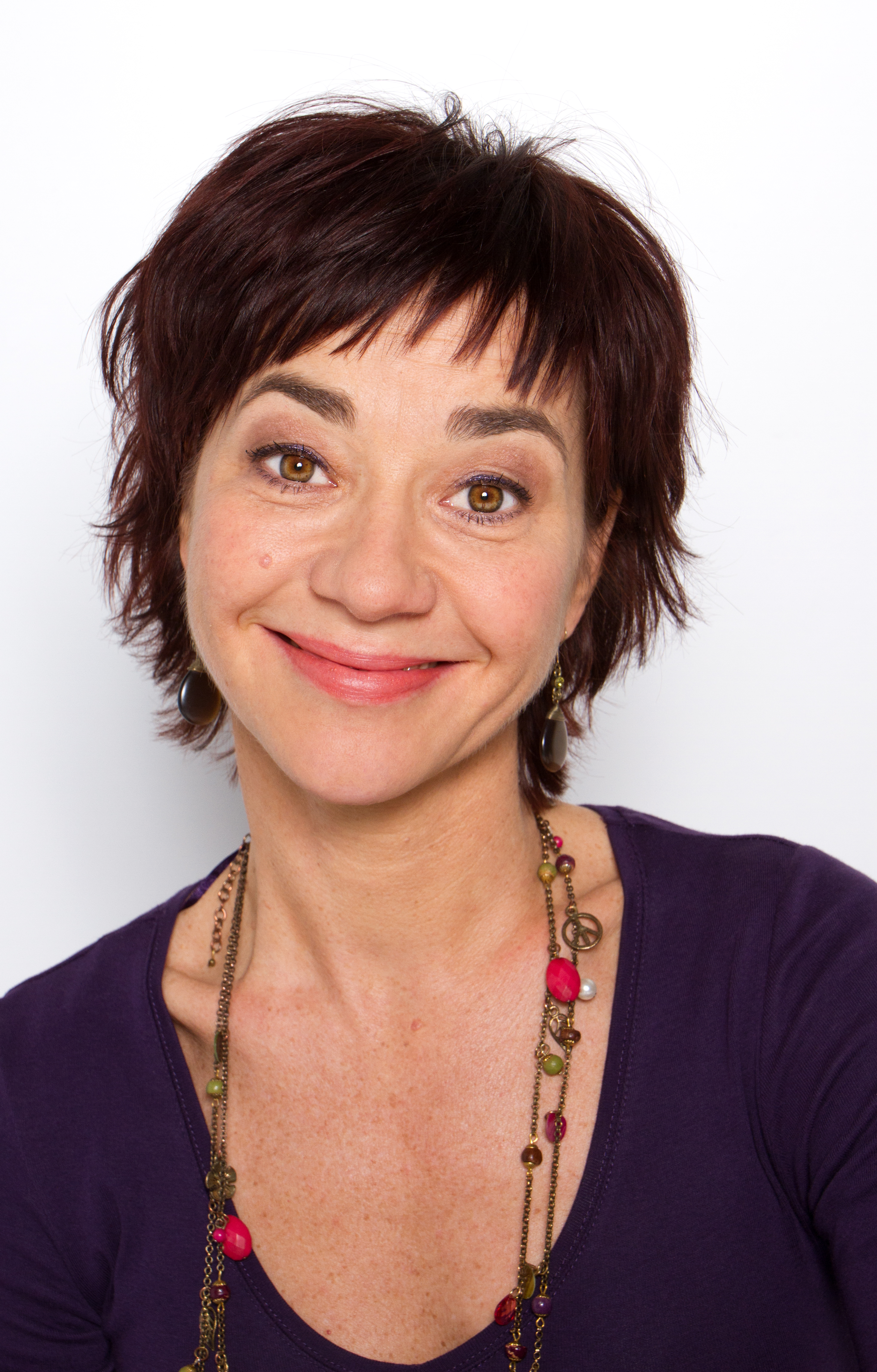
Anja Franke (2011)

Die Liste der Episoden von mittendrin bietet einen Überblick über die 41 Episoden der Fernsehserie mittendrin. Sie entstand als Ableger der Kinderfernsehserie Löwenzahn.

## Inhalt
Anders als bei Löwenzahn wandte sich die Serie an ältere Kinder und Jugendliche, und der Fokus lag auf Themen rund um Natur und Umwelt bzw. Umweltverschmutzung und Umweltschutz. Dabei stand, anders als bei Löwenzahn, weniger die Vermittlung allgemeiner Informationen zu einem Thema als das Aufzeigen von Umweltproblemen und die Vermittlung einer umweltfreundlichen, nachhaltigen Lebensweise im Vordergrund. In den ersten sechs Staffeln (33 Folgen je 25 Minuten) war, wie bei Löwenzahn, Peter Lustig die Hauptfigur. Er moderierte die Sendung von einem Schreibtisch aus, der, jeweils passend zum Thema der Sendung, immer an einem anderen Ort stand, was sich im jeweiligen Episodentitel widerspiegelte (bspw. "mittendrin...in einem Bachbett, "...in einer Kläranlage", "...an einer Tankstelle" usw.). In den letzten zwei Staffeln (8 Folgen je 25 Minuten) übernahm Anja Franke die Moderation.

## Übersicht
| Staffel | Episodenanzahl | Deutsche Erstausstrahlung | Deutsche Erstausstrahlung | Deutsche Erstausstrahlung |
| Staffel | Episodenanzahl | Staffelpremiere           | Staffelfinale             | Moderation                |
| ------- | -------------- | ------------------------- | ------------------------- | ------------------------- |
| 1       | 13             | 7. Januar 1989            | 8. April 1989             | Peter Lustig              |
| 2       | 4              | 24. November 1990         | 15. Dezember 1990         | Peter Lustig              |
| 3       | 4              | 24. Februar 1992          | 16. März 1992             | Peter Lustig              |
| 4       | 4              | 4. Januar 1993            | 25. Januar 1993           | Peter Lustig              |
| 5       | 4              | 10. Januar 1994           | 31. Januar 1994           | Peter Lustig              |
| 6       | 4              | 6. Februar 1995           | 6. März 1995              | Peter Lustig              |
| 7       | 4              | 10. März 1997             | 14. April 1997            | Anja Franke               |
| 8       | 4              | 21. April 1997            | 12. Mai 1997              | Anja Franke               |

## Staffel 1
Die Erstausstrahlung der ersten Staffel war vom 7. Januar 1989 bis zum 8. April 1989 zu sehen.
| Nr. (ges.) | Nr. (St.) | Originaltitel            | Erstausstrahlung Deutschland | Regie                                  | Drehbuch                              | Erstausstrahlender Sender |
| ---------- | --------- | ------------------------ | ---------------------------- | -------------------------------------- | ------------------------------------- | ------------------------- |
| 1          | 1         | ...in einem Bachbett     | 7. Jan. 1989                 | Jochen M. Cerhak, Hans-Henning Borgelt | Peter Lustig, Burckhard Mönter        | ZDF                       |
| 2          | 2         | ...in einer Feuchtwiese  | 14. Jan. 1989                | Jochen M. Cerhak, Hans-Henning Borgelt | Peter Lustig, Burckhard Mönter        | ZDF                       |
| 3          | 3         | ...in einem Wasserwerk   | 28. Jan. 1989                | Hans-Henning Borgelt                   | Peter Lustig, Burckhard Mönter        | ZDF                       |
| 4          | 4         | ...in einer Kläranlage   | 4. Feb. 1989                 | Jochen M. Cerhak, Hans-Henning Borgelt | Peter Lustig, Burckhard Mönter        | ZDF                       |
| 5          | 5         | ...in einer Baugrube     | 11. Feb. 1989                | Hans-Henning Borgelt                   | Peter Lustig, Burckhard Mönter        | ZDF                       |
| 6          | 6         | ...in einer Waldlichtung | 18. Feb. 1989                | Hans-Henning Borgelt                   | Peter Lustig, Burckhard Mönter        | ZDF                       |
| 7          | 7         | ...auf dem Acker         | 25. Feb. 1989                | Hans-Henning Borgelt                   | Peter Lustig, Burckhard Mönter        | ZDF                       |
| 8          | 8         | ...am Strand             | 4. März 1989                 | Hans-Henning Borgelt                   | Peter Lustig, Helmut Geiser           | ZDF                       |
| 9          | 9         | ...fast in einer Höhle   | 11. März 1989                | Hans-Henning Borgelt                   | Peter Lustig, Brunhilde Marquardt-Mau | ZDF                       |
| 10         | 10        | ...in einem Gewächshaus  | 18. März 1989                | Wolfgang Teichert                      | Peter Lustig, Renate Marel            | ZDF                       |
| 11         | 11        | ...im Wald               | 25. März 1989                | Wolfgang Teichert                      | Peter Lustig, Burckhard Mönter        | ZDF                       |
| 12         | 12        | ...auf einem Flachdach   | 1. Apr. 1989                 | Wolfgang Teichert                      | Peter Lustig, Burckhard Mönter        | ZDF                       |
| 13         | 13        | ...in einem Treibhaus    | 8. Apr. 1989                 | Wolfgang Teichert                      | Peter Lustig, Burckhard Mönter        | ZDF                       |

## Staffel 2
Die Erstausstrahlung der zweiten Staffel war vom 24. November 1990 bis zum 15. Dezember 1990 zu sehen.
| Nr. (ges.) | Nr. (St.) | Originaltitel             | Erstausstrahlung Deutschland | Regie                | Drehbuch                       | Erstausstrahlender Sender |
| ---------- | --------- | ------------------------- | ---------------------------- | -------------------- | ------------------------------ | ------------------------- |
| 14         | 1         | ...auf einer Mülldeponie  | 24. Nov. 1990                | Wolfgang Lünenschloß | Peter Lustig, Burckhard Mönter | ZDF                       |
| 15         | 2         | ...in einem Supermarkt    | 1. Dez. 1990                 | Wolfgang Lünenschloß | Peter Lustig, Burckhard Mönter | ZDF                       |
| 16         | 3         | ...auf einem Schrottplatz | 8. Dez. 1990                 | Wolfgang Lünenschloß | Peter Lustig, Burckhard Mönter | ZDF                       |
| 17         | 4         | ...an der Nordsee         | 15. Dez. 1990                | Wolfgang Lünenschloß | Peter Lustig, Burckhard Mönter | ZDF                       |

## Staffel 3
Die Erstausstrahlung der dritten Staffel war vom 24. Februar 1992 bis zum 16. März 1992 zu sehen.
| Nr. (ges.) | Nr. (St.) | Originaltitel                         | Erstausstrahlung Deutschland | Regie                | Drehbuch                       | Erstausstrahlender Sender |
| ---------- | --------- | ------------------------------------- | ---------------------------- | -------------------- | ------------------------------ | ------------------------- |
| 18         | 1         | ...an einer Tankstelle                | 24. Feb. 1992                | Wolfgang Lünenschloß | Peter Lustig, Burckhard Mönter | ZDF                       |
| 19         | 2         | ...in einer Braunkohlengrube          | 2. März 1992                 | Wolfgang Lünenschloß | Peter Lustig, Burckhard Mönter | ZDF                       |
| 20         | 3         | ...in Sichtweite eines Atomkraftwerks | 9. März 1992                 | Wolfgang Lünenschloß | Peter Lustig, Burckhard Mönter | ZDF                       |
| 21         | 4         | ...auf einem Bauernhof                | 16. März 1992                | Wolfgang Lünenschloß | Peter Lustig, Burckhard Mönter | ZDF                       |

## Staffel 4
Die Erstausstrahlung der vierten Staffel war vom 4. Januar 1993 bis zum 25. Januar 1993 zu sehen.
| Nr. (ges.) | Nr. (St.) | Originaltitel              | Erstausstrahlung Deutschland | Regie          | Drehbuch                       | Erstausstrahlender Sender |
| ---------- | --------- | -------------------------- | ---------------------------- | -------------- | ------------------------------ | ------------------------- |
| 22         | 1         | ...zwischen den Kühen      | 4. Jan. 1993                 | Tilman Büttner | Peter Lustig, Burckhard Mönter | ZDF                       |
| 23         | 2         | ...in einem Apfelbaum      | 11. Jan. 1993                | Tilman Büttner | Peter Lustig, Burckhard Mönter | ZDF                       |
| 24         | 3         | ...auf einem Aussichtsturm | 18. Jan. 1993                | Tilman Büttner | Peter Lustig, Burckhard Mönter | ZDF                       |
| 25         | 4         | ...an einem Seeufer        | 25. Jan. 1993                | Tilman Büttner | Peter Lustig, Burckhard Mönter | ZDF                       |

## Staffel 5
Die Erstausstrahlung der fünften Staffel war vom 10. Januar 1994 bis zum 31. Januar 1994 zu sehen.
| Nr. (ges.) | Nr. (St.) | Originaltitel                                      | Erstausstrahlung Deutschland | Regie                | Drehbuch                       | Erstausstrahlender Sender |
| ---------- | --------- | -------------------------------------------------- | ---------------------------- | -------------------- | ------------------------------ | ------------------------- |
| 26         | 1         | ...in einem Steinbruch (Meer, Ursprung des Lebens) | 10. Jan. 1994                | Wolfgang Lünenschloß | Peter Lustig, Burckhard Mönter | ZDF                       |
| 27         | 2         | Meer als Klimafaktor                               | 17. Jan. 1994                | Wolfgang Lünenschloß | Peter Lustig, Burckhard Mönter | ZDF                       |
| 28         | 3         | ...auf dem Krabbenkutter (Meer als Nahrungsquelle) | 24. Jan. 1994                | Wolfgang Lünenschloß | Peter Lustig, Burckhard Mönter | ZDF                       |
| 29         | 4         | Nutzung des Meeres                                 | 31. Jan. 1994                | Wolfgang Lünenschloß | Peter Lustig, Burckhard Mönter | ZDF                       |

## Staffel 6
Die Erstausstrahlung der sechsten Staffel war vom 6. Februar 1995 bis zum 6. März 1995 zu sehen.
| Nr. (ges.) | Nr. (St.) | Originaltitel                        | Erstausstrahlung Deutschland | Regie                | Drehbuch                       | Erstausstrahlender Sender |
| ---------- | --------- | ------------------------------------ | ---------------------------- | -------------------- | ------------------------------ | ------------------------- |
| 30         | 1         | ...in der Regenwaldabteilung (Holz)  | 6. Feb. 1995                 | Wolfgang Lünenschloß | Peter Lustig, Burckhard Mönter | ZDF                       |
| 31         | 2         | ...auf dem Fischmarkt (Alles Banane) | 13. Feb. 1995                | Wolfgang Lünenschloß | Peter Lustig, Burckhard Mönter | ZDF                       |
| 32         | 3         | ...im Zoo (Hamburger & Co.)          | 20. Feb. 1995                | Wolfgang Lünenschloß | Peter Lustig, Burckhard Mönter | ZDF                       |
| 33         | 4         | ...auf Goldsuche (Die Dose)          | 6. März 1995                 | Wolfgang Lünenschloß | Peter Lustig, Burckhard Mönter | ZDF                       |

## Staffel 7
Die Erstausstrahlung der siebten Staffel war vom 10. März 1997 bis zum 14. April 1997 zu sehen.
| Nr. (ges.) | Nr. (St.) | Originaltitel     | Erstausstrahlung Deutschland | Regie            | Drehbuch                           | Erstausstrahlender Sender |
| ---------- | --------- | ----------------- | ---------------------------- | ---------------- | ---------------------------------- | ------------------------- |
| 34         | 1         | Ver-Kleiden       | 10. März 1997                | —                | —                                  | ZDF                       |
| 35         | 2         | Natur - aber pur? | 17. März 1997                | Karl-Heinz Käfer | Burckhard Mönter, Karl-Heinz Käfer | ZDF                       |
| 36         | 3         | Haut - nah        | 7. Apr. 1997                 | Karl-Heinz Käfer | Burckhard Mönter, Karl-Heinz Käfer | ZDF                       |
| 37         | 4         | Fair-Kleiden      | 14. Apr. 1997                | Karl-Heinz Käfer | Burckhard Mönter, Karl-Heinz Käfer | ZDF                       |

## Staffel 8
Die Erstausstrahlung der achten Staffel war vom 21. April 1997 bis zum 12. Mai 1997 zu sehen.
| Nr. (ges.) | Nr. (St.) | Originaltitel              | Erstausstrahlung Deutschland | Regie          | Drehbuch                                    | Erstausstrahlender Sender |
| ---------- | --------- | -------------------------- | ---------------------------- | -------------- | ------------------------------------------- | ------------------------- |
| 38         | 1         | Nährstoffe                 | 21. Apr. 1997                | Tilman Büttner | Burckhard Mönter, Anja Goller, Thomas Brinx | ZDF                       |
| 39         | 2         | Leichte Beute Lebensmittel | 28. Apr. 1997                | Tilman Büttner | Burckhard Mönter, Anja Goller, Thomas Brinx | ZDF                       |
| 40         | 3         | Food Design                | 5. Mai 1997                  | Tilman Büttner | Burckhard Mönter, Anja Goller, Thomas Brinx | ZDF                       |
| 41         | 4         | Ernährung weltweit         | 12. Mai 1997                 | Tilman Büttner | Burckhard Mönter, Anja Goller, Thomas Brinx | ZDF                       |